# Dayviews
Dayviews, tidigare Bilddagboken, är en svensk kommersiell community där personer kan ladda upp foton och presentera dessa för andra medlemmar. Den 1 januari 2010 innehöll communityn mer än 268 000 000 bilder och 1 335 000 konton.

## Historia

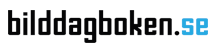
Den tidigare logotypen när webbplatsen gick under namnet bilddagboken.

Dayviews skapades av Sebastian Björkelid och Joakim Grönvall och var från början tänkt som ett privat projekt för att på ett enkelt och smidigt sätt kunna visa bilder för vänner och släkt och kunna titta tillbaka på vad man gjort tidigare. Allt eftersom Björkelid och Grönvall fick flera förfrågningar från folk som ville ha sin egen bilddagbok, tog de beslutet att starta igång allt. Dayviews togs i bruk i början av maj 2004 men då vid namnet Bilddagboken.

### Händelser
- I början av maj 2004 lanserades Bilddagboken av Sebastian Björkelid och Joakim Grönwall.
- Den 15 februari 2007 bekräftades det att Wyatt Media Group, som tidigare hette Lunar Group och drev communityn Lunarstorm,[3] förvärvat 40 procent av Bilddagboken.[4]
- Den 29 oktober 2007 passerade communityn hundra miljoner uppladdade bilder.[5]
- Den 10 januari 2008 upptäcktes ett intrång i Bilddagbokens databas och det konstateras att databasen kopierats och spritts över nätet. Databasen innehöll bland annat användares lösenord och e-postadresser.
- Den 17 mars 2008 ändrade Bilddagboken sin design.[6]
- Den 25 maj 2008 slog Bilddagboken rekord med 94 000 medlemmar inloggade samtidigt.
- Under vecka 24, 2008 hade Bilddagboken över 800 000 medlemmar.
- Den 14 juni 2008 passerade communityn tvåhundra miljoner uppladdade bilder.
- Den 15 september 2008  hade Bilddagboken över 900 000 medlemmar.
- Den 12 oktober 2008 slog Bilddagboken rekord med över 100 000 medlemmar inloggade samtidigt.
- Den 17 oktober 2008 lanserade Bilddagboken sitt nya forum.
- Den 29 januari 2009 lanserades Bilddagboken HD, en betaltjänst som innebär att användarens bilder publiceras i full upplösning.
- Den 31 juli 2009 genomfördes estetiska förändringar. Den stora skillnaden var att den blev smalare, logotypen försvann, och presentationsbilden blev synlig.
- Den 3 januari 2011 lanserade Bilddagboken en öppen beta för den nya designen.
- Den 27 april 2011 blev det klart att Bilddagboken skulle byta namn till Dayviews. Namnbytet skulle ske i maj samma år.
- Den 2 maj 2011 ändrade Bilddagboken namn till Dayviews.[2]
- I juli 2017 meddelades att Dayviews skulle läggas ned på grund av konkurrens från webbtjänster som Facebook och Instagram.[3]
- I augusti 2017 stod det klart att företaget Adhype (dåvarande SESN) hade förvärvat Dayviews. Adhype tog även över andra communityn som Hamsterpaj.net[3] och Filmtipset.

## Intrånget
Genom att utnyttja en säkerhetsbrist i Dayviews system (möjligtvis en SQL-injektion) hade någon fått tillgång till databasen och kopierat denna kring maj 2007, vilket innebar att alla konton från den tidpunkten med e-postadresser, smeknamn och krypterade lösenord fanns tillgängligt på Internet. Bilddagboken.se/Dayviews.com stängdes ner som en direkt följd av detta den 11 januari 2008 under större delen av dagen, medan alla användare larmades. Alla lösenord byttes ut till sifferkombinationer av webbplatsen och skickades till medlemmarnas registrerade e-postadresser tillsammans med instruktioner. Händelsen polisanmäldes.

## Tjänster
- Kalendern: Användaren kan ladda upp obegränsat med bilder i en slags kalender med alla årsdagar och månader, där alla (även ej inloggade) kan gå in och titta samt skriva kommentarer. Om man inte vill att ej inloggade skall kunna se ens bilder kan man ändra via inställningar så att endast inloggade eller vänner får tillgång.

- Dagboken: Fungerar som övriga personbloggar på internet där användaren berättar om dagens händelser, bekymmer och roligheter.

- Vänner: När två användare blir vänner med varandra kommer var och en av dem att meddelas varje gång vännen laddar upp en ny bild. En användare kan även bevaka en annan användare hemligt, utan att denna har någon aning om vem det är.

- Förstasidan: Här kan användaren se vilka personer som varit inne och tittat på ens bilder och vid vilken tidpunkt, samt se hur många som bevakar ens Dayview.

- Presentation: Användaren får möjlighet att presentera sig på nästan vilket sätt som helst. Till en början kunde man även använda HTML-funktioner i presentationen, men dessa togs bort på grund av säkerhetsskäl.

- Album: I ett album kan användaren organisera sina bilder på ett helt annat sätt än i kalendern. Man kan till exempel samla bilder från semestern i ett album för att lättare kunna visa släkt och vänner. Det finns även möjlighet att ansöka om att få med sitt album i något av sidans globala album.

- Privata meddelanden: Om man vill att endast användaren själv skall kunna läsa vad man skriver till den kan man skicka ett privat meddelande.

- Forum: Sidan har ett forum där endast inloggade kan posta inlägg eller starta nya trådar.
- Grupper: Sidan har över 24 000 grupper med olika innehåll där endast medlemmar i gruppen kan posta inlägg.

Även tävlingar arrangeras där man kan vinna ett pris, ofta i form av en digitalkamera eller mobiltelefon. Tävlingarna går oftast ut på att ta en så bra bild som möjligt enligt temat för tävlingen.